# غاكوجة سفلي
غاكوجة سفلي هي قرية في مقاطعة سردشت، إيران. يقدر عدد سكانها بـ 39 نسمة بحسب إحصاء 2016.